# Circuito de Barcelona-Catalunha
O Circuito de Barcelona-Catalunha ou simplesmente Circuito da Catalunha é um circuito na cidade catalã de Montmeló. Foi a sede anual do Grande Prêmio da Espanha de Fórmula 1 entre 1991 e 2025, do Grande Prêmio de Barcelona-Catalunha de Fórmula 1 em 2026 e do Grande Prêmio da Catalunha de MotoGP.
O circuito tem um comprimento total de 4.655 metros divididos em 66 voltas totalizando 307.104 metros. Nele foi disputado uma prova do Ciclismo nos Jogos Olímpicos de Verão de 1992. Em 2006, Fernando Alonso tornou-se o primeiro piloto espanhol a vencer o de Circuito de Barcelona-Catalunha.
Em novembro de 2021, o acordo do circuito com a Fórmula 1 foi estendido para 2026. Porém, 2025 foi a última temporada em que o Grande Prêmio da Espanha foi realizado neste circuito; Um novo circuito de rua híbrido foi construído ao redor do complexo do IFEMA, em Madri, para ser a nova casa do evento a partir da temporada de 2026. Com o Circuito de Barcelona-Catalunha recebendo o Grande Prêmio de Barcelona-Catalunha em 2026.

## Pista

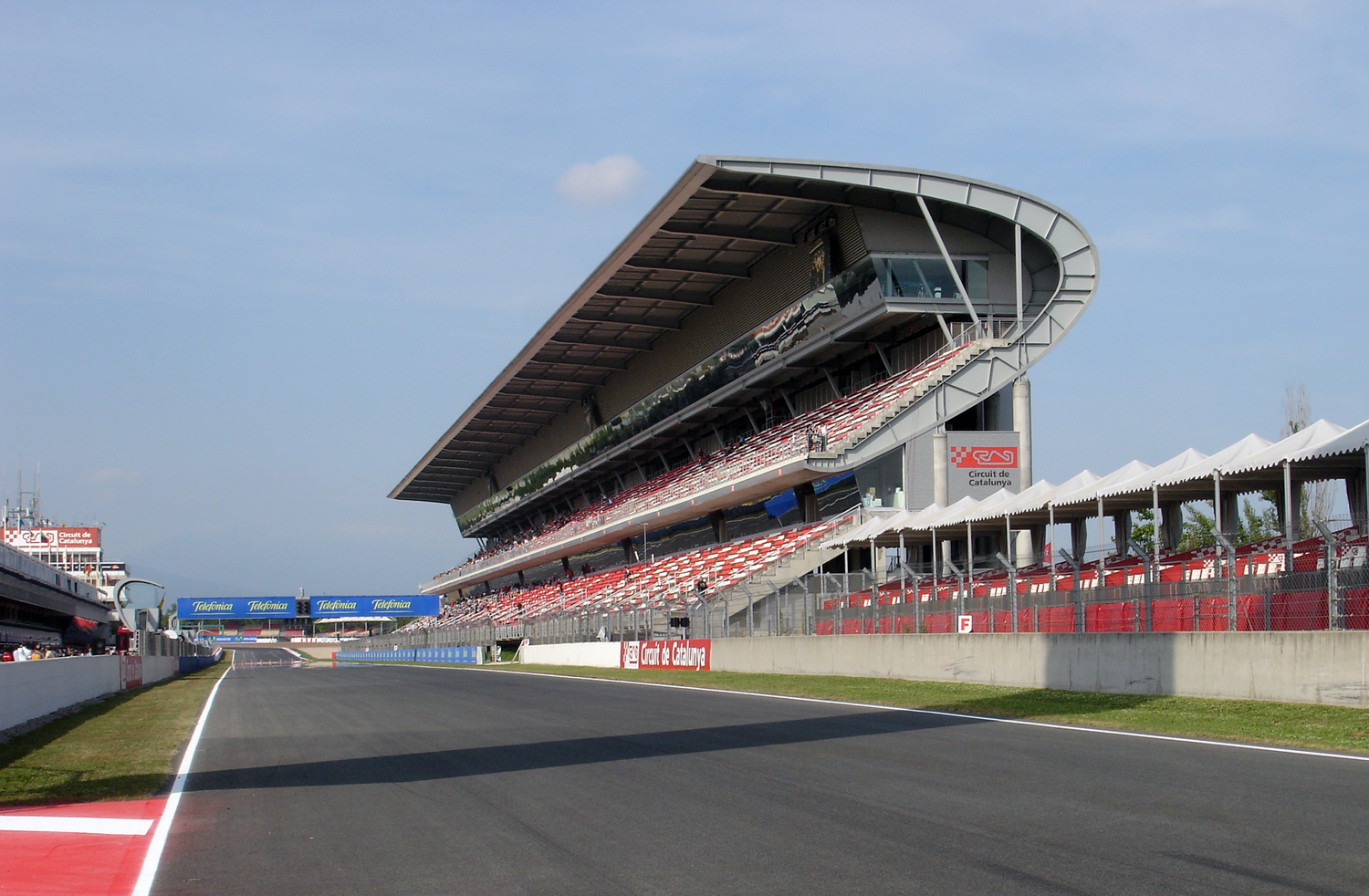
Reta Principal do Circuito

Este circuito é um dos poucos onde se realizam testes coletivos e portanto, os pilotos e os mecânicos conhecem bem cada centímetro do circuito. Tal originou algumas críticas de que as equipes conhecem muito bem o circuito fazendo com que haja pouca ação durante as corridas. Apesar das críticas, o circuito acolhe todos os anos uma corrida emocionante e memorável incluindo a primeira vitória de Michael Schumacher com a Scuderia Ferrari (1996) e quantidade de dezenas de milhares de pessoas que celebraram a vitória de Fernando Alonso, o primeiro espanhol a ganhar o Grande Prêmio da Espanha (2006).
Para os espectadores, a curva Elf está entre os melhores lugares para ver o Grande Prêmio já que oferece uma das poucas oportunidades de ultrapassagem do circuito. Para os pilotos, são as últimas duas curvas, conhecidas pelo nome de New Holland que representam um dos maiores desafios de toda a corrida.

## Evolução do Circuito

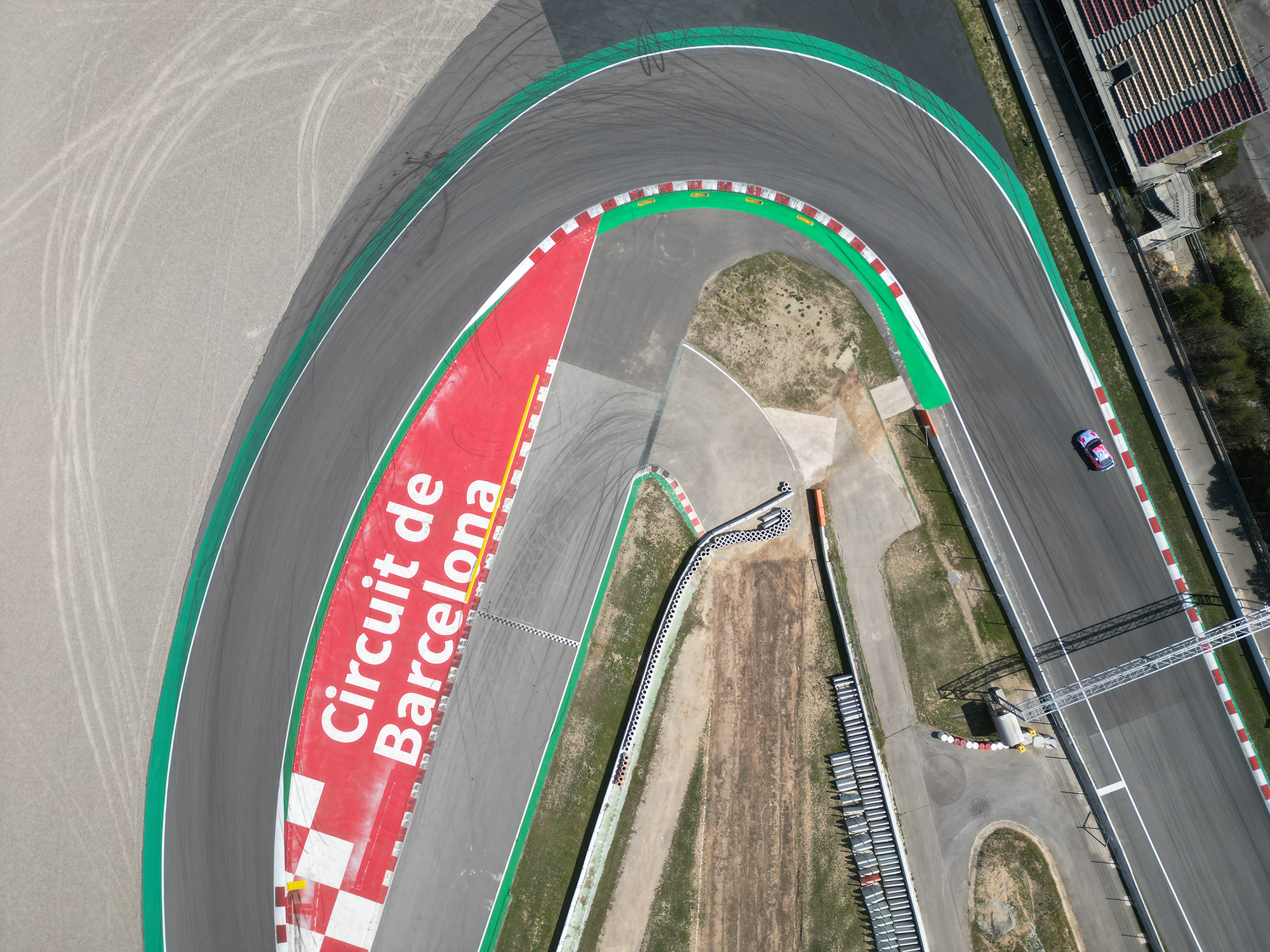
Curva 10 (2023)

O traçado original do circuito sofreu várias modificações a partir de 1994, depois dos acidentes de Imola. Primeiro, foi feita uma chicane de pneus na, então, curva Nissan. Em 1995, a curva foi eliminada porque era perigosa e no seu lugar foi criada uma espécie de reta oposta.  
Em 2004/05, toda a pista recebeu asfalto novo e as áreas de escape das curvas Elf e Seat foram modificadas, para maior segurança. 
Em 2007, uma chicane foi construída entre as curvas Europcar e New Hollanda, que davam acesso à reta dos boxes, para facilitar ultrapassagens e aumentar a segurança. O novo traçado começa na curva Europcar, continua com uma reta curta e mais duas curvas ligadas ao desenho anterior. A área de escape da curva foi aumentada em seis metros. Para o GP de 2008, a caixa de brita da Elf foi substituída por uma faixa de asfalto. A troca obedeceu a orientação da FIA, sob o entendimento de que, graças à eficiência dos freios modernos,  a desaceleração provocada pelo atrito com o asfalto reduz o impacto do choque com as barreiras de pneus ou muretas. E o asfalto também evita as capotagens.

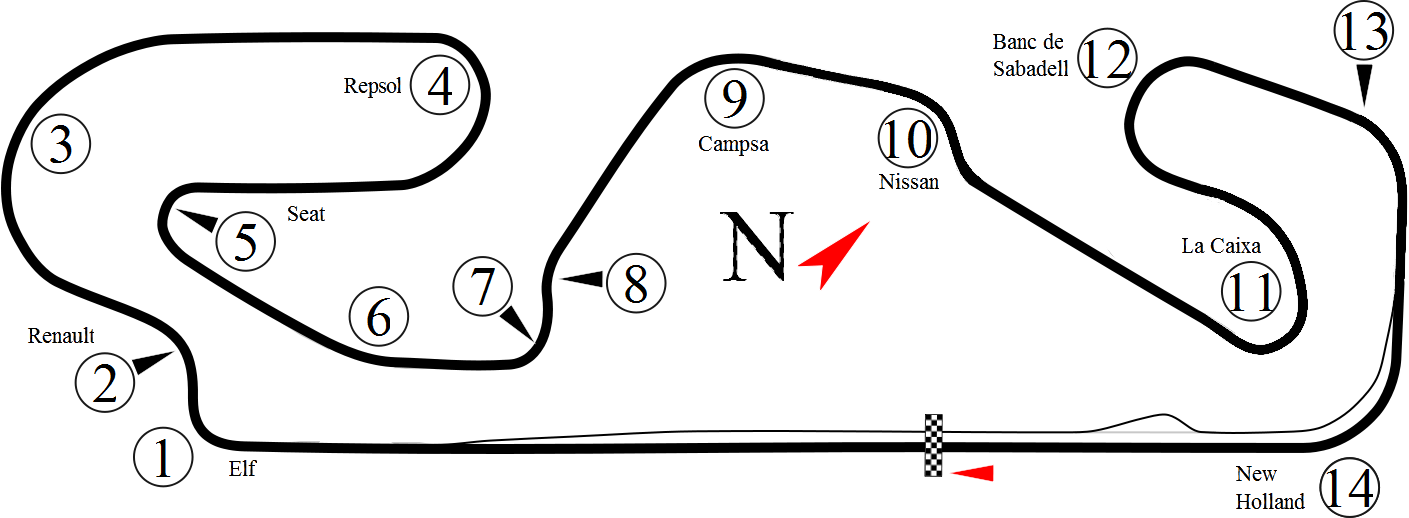
Traçado original (1991-1994) 4.747 km
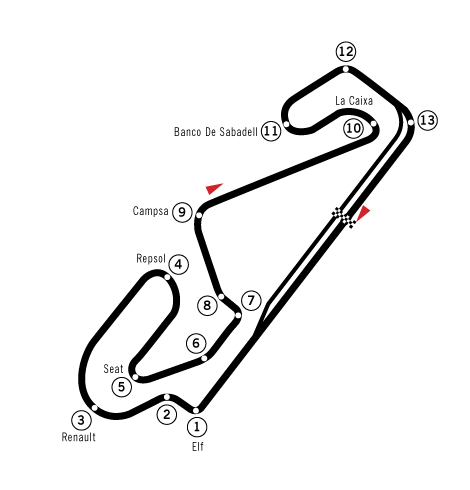
Traçado da Fórmula 1 (1995–2003) e de Motociclismo (1995–2016) 4.730 km
Traçado da Fórmula 1 (2004–2006) e de Motociclismo (2018–2020) 4.627 km
Traçado da Fórmula 1 (2007–2020) e de Motociclismo (2016–2017) 4.655 km
Circuito Grand Prix (2021–2022) 4.675 km
(Traçado de rallycross) 1.125 km
Traçado da Fórmula 1 (2023) e de Motociclismo (2021–atualmente)  4.657 km

## Provas disputadas e vencedores
| Ano  | Piloto             | Construtor          | Resumo   |
| ---- | ------------------ | ------------------- | -------- |
| 2025 | Oscar Piastri      | McLaren-Mercedes    | Detalhes |
| 2024 | Max Verstappen     | RedBull-Honda RBPT  | Detalhes |
| 2023 | Max Verstappen     | RedBull-Honda RBPT  | Detalhes |
| 2022 | Max Verstappen     | Redbull Racing-RBPT | Detalhes |
| 2021 | Lewis Hamilton     | Mercedes            | Detalhes |
| 2020 | Lewis Hamilton     | Mercedes            | Detalhes |
| 2019 | Lewis Hamilton     | Mercedes            | Detalhes |
| 2018 | Lewis Hamilton     | Mercedes            | Detalhes |
| 2017 | Lewis Hamilton     | Mercedes            | Detalhes |
| 2016 | Max Verstappen     | Red Bull-TAG Heuer  | Detalhes |
| 2015 | Nico Rosberg       | Mercedes            | Detalhes |
| 2014 | Lewis Hamilton     | Mercedes            | Detalhes |
| 2013 | Fernando Alonso    | Ferrari             | Detalhes |
| 2012 | Pastor Maldonado   | Williams-Renault    | Detalhes |
| 2011 | Sebastian Vettel   | Red Bull-Renault    | Detalhes |
| 2010 | Mark Webber        | Red Bull-Renault    | Detalhes |
| 2009 | Jenson Button      | Brawn-Mercedes      | Detalhes |
| 2008 | Kimi Räikkönen     | Ferrari             | Detalhes |
| 2007 | Felipe Massa       | Ferrari             | Detalhes |
| 2006 | Fernando Alonso    | Renault             | Detalhes |
| 2005 | Kimi Räikkönen     | McLaren-Mercedes    | Detalhes |
| 2004 | Michael Schumacher | Ferrari             | Detalhes |
| 2003 | Michael Schumacher | Ferrari             | Detalhes |
| 2002 | Michael Schumacher | Ferrari             | Detalhes |
| 2001 | Michael Schumacher | Ferrari             | Detalhes |
| 2000 | Mika Häkkinen      | McLaren-Mercedes    | Detalhes |
| 1999 | Mika Häkkinen      | McLaren-Mercedes    | Detalhes |
| 1998 | Mika Häkkinen      | McLaren-Mercedes    | Detalhes |
| 1997 | Jacques Villeneuve | Williams-Renault    | Detalhes |
| 1996 | Michael Schumacher | Ferrari             | Detalhes |
| 1995 | Michael Schumacher | Ferrari             | Detalhes |
| 1994 | Damon Hill         | Williams-Renault    | Detalhes |
| 1993 | Alain Prost        | Williams-Renault    | Detalhes |
| 1992 | Nigel Mansell      | Williams-Renault    | Detalhes |
| 1991 | Nigel Mansell      | Williams-Renault    | Detalhes |

### Por pilotos, equipes e países que mais venceram1
|          |                    |                                    |
| Vitórias | Pilotos            | Edições                            |
| 6        | Michael Schumacher | 1995, 1996, 2001, 2002, 2003, 2004 |
| 6        | Lewis Hamilton     | 2014, 2017, 2018, 2019, 2020, 2021 |
| 4        | Max Verstappen     | 2016, 2022, 2023, 2024             |
| 3        | Mika Häkkinen      | 1998, 1999, 2000                   |
| 2        | Nigel Mansell      | 1991, 1992                         |
| 2        | Kimi Räikkönen     | 2005, 2008                         |
| 2        | Fernando Alonso    | 2006, 2013                         |
| 1        | Alain Prost        | 1993                               |
| 1        | Damon Hill         | 1994                               |
| 1        | Jacques Villeneuve | 1997                               |
| 1        | Felipe Massa       | 2007                               |
| 1        | Jenson Button      | 2009                               |
| 1        | Mark Webber        | 2010                               |
| 1        | Sebastian Vettel   | 2011                               |
| 1        | Pastor Maldonado   | 2012                               |
| 1        | Nico Rosberg       | 2015                               |
| 1        | Oscar Piastri      | 2025                               |

|          |            |                                                |
| Vitórias | Construtor | Edições                                        |
| 8        | Ferrari    | 1996, 2001, 2002, 2003, 2004, 2007, 2008, 2013 |
| 7        | Mercedes   | 2014, 2015, 2017, 2018, 2019, 2020, 2021       |
| 6        | Williams   | 1991, 1992, 1993, 1994, 1997, 2012             |
| 6        | Red Bull   | 2010, 2011, 2016, 2022, 2023, 2024             |
| 5        | McLaren    | 1998, 1999, 2000, 2005, 2025                   |
| 1        | Benetton   | 1995                                           |
| 1        | Renault    | 2006                                           |
| 1        | Brawn      | 2009                                           |

|          |               |                                                            |
| Vitórias | País          | Edições                                                    |
| 10       | Reino Unido   | 1991, 1992, 1994, 2009, 2014, 2017, 2018, 2019, 2020, 2021 |
| 8        | Alemanha      | 1995, 1996, 2001, 2002, 2003, 2004, 2011, 2015             |
| 5        | Finlândia     | 1998, 1999, 2000, 2005, 2008                               |
| 4        | Países Baixos | 2016, 2022, 2023, 2024                                     |
| 2        | Espanha       | 2006, 2013                                                 |
| 2        | Austrália     | 2010, 2025                                                 |
| 1        | França        | 1993                                                       |
| 1        | Canadá        | 1997                                                       |
| 1        | Brasil        | 2007                                                       |
| 1        | Venezuela     | 2012                                                       |

↑1  (Última atualização: GP da Espanha de 2025)

## Recordes na Catalunya
| Configuração Circuito                       | Mapa Circuito | Categória | Evento                                            | Tipo Evento | Tempo    | Piloto          | Carro                              |
| Current F1 Grand Prix Circuit (2021 – 2022) |               | Fórmula 1 | GP da Espanha de 2021                             | Race        | 1:18.149 | Max Verstappen  | Red Bull Racing RB16B              |
| Current F1 Grand Prix Circuit (2007 – 2020) |               | Fórmula 1 | GP da Espanha de 2020                             | Race        | 1:18.183 | Valtteri Bottas | Mercedes-AMG F1 W11 EQ Performance |
| Motorcycle Circuit                          |               | MotoGP    | Grande Prêmio da Catalunha de Motovelocidade 2018 | Race        | 1:40.021 | Jorge Lorenzo   | Ducati Desmosedici                 |
| ------------------------------------------- | ------------- | --------- | ------------------------------------------------- | ----------- | -------- | --------------- | ---------------------------------- |

Extensão - 4.675 km (alteração na curva 10 a partir de 2021)
|                       | Piloto         | Chassi/Motor                   | Tempo        | Ano  |
| --------------------- | -------------- | ------------------------------ | ------------ | ---- |
| Pole Position         | Lewis Hamilton | Mercedes V6 Turbo              | 1min 16s 741 | 2021 |
| Melhor volta na prova | Max Verstappen | Red Bull Racing RB16B V6 Turbo | 1min 18s 149 | 2021 |

Extensão - 4.655 km (chicane entre as curvas 13 à 15 a partir de 2007)
|                       | Piloto          | Chassi/Motor                       | Tempo        | Ano  |
| --------------------- | --------------- | ---------------------------------- | ------------ | ---- |
| Pole Position         | Lewis Hamilton  | Mercedes V6 Turbo                  | 1min 16s 173 | 2018 |
| Melhor volta na prova | Valtteri Bottas | Mercedes-AMG F1 W11 EQ Performance | 1min 18s 183 | 2020 |

Extensão - 4.627 km (traçado antigo)
|                       | Piloto               | Chassi/Motor | Tempo        | Ano  |
| --------------------- | -------------------- | ------------ | ------------ | ---- |
| Pole Position         | Fernando Alonso      | Renault V8   | 1min 14s 648 | 2006 |
| Melhor volta na prova | Giancarlo Fisichella | Renault V10  | 1min 15s 641 | 2005 |